# Oritoniscus delmasi
Oritoniscus delmasi är en kräftdjursart som beskrevs av Albert Vandel 1933. Oritoniscus delmasi ingår i släktet Oritoniscus och familjen Trichoniscidae.

## Underarter
Arten delas in i följande underarter:
- O. d. delmasi
- O. d. intermixtus